# Ausetani

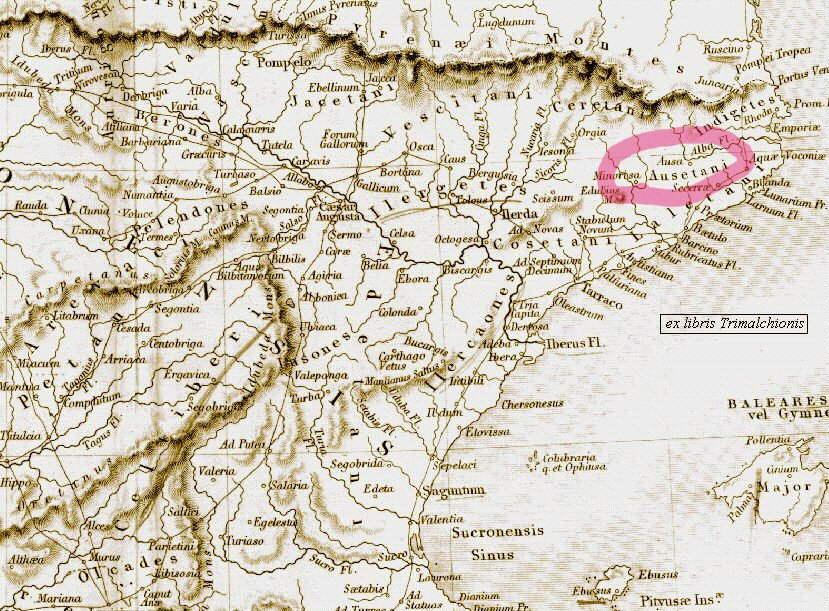
Localizzazione degli Ausetani nella penisola iberica

Gli Ausetani erano un popolo iberico della Spagna pre-romana. Vivevano nella comarca di Osona (anticamente Ausona) nel territorio dell'attuale Catalogna e diedero il nome alla città romana di Ausa.
Benché di lingua preindoeuropea il loro nome invece pare sia indoeuropeo, possibilmente celtico. È composto dal radicale auso "sole del mattino" e può esser tradotto come "dorati come il sole" *aus-y-os che equivale al latino aurum e al sabino ausom
Coniavano delle monete proprie nelle quali campeggiava la scritta in scrittura iberica nordorientale ausesken che probabilmente si riferisce al popolo ausetano stesso e significa "dagli Ausetani" o "da quelli di Ausa".